# Нижняя Барда
Нижняя Барда — село в Еловском районе Пермского края России. Входит в состав Сугановского сельского поселения.

## География
Расположен в юго-западной части региона, в пределах Усинской возвышенности, на реке Барда.
Климат
Климат характеризуется как умеренно континентальный, с продолжительной холодной зимой и коротким тёплым летом. Средняя многолетняя температура самого холодного месяца (января) составляет −15 — −16 °С (абсолютный минимум — −50 °С), температура самого тёплого (июля) — 18 — 19 °С (абсолютный максимум — 40 °С).

## История
В СССР Нижняя Барда была административные центром сельского совета Больше-Усинского, с 1969г Еловского района.
Согласно Закону Пермской области от 10 ноября 2004 года № 1761—364 село Нижняя Барда входит в состав муниципального образования Сугановское сельское поселение

## Население
| 2010 |
| ---- |
| 124  |

## Инфраструктура
При СССР базировалась вторая полеводческая бригада колхоза «Заветы Ленина», специализировавшая на производстве молока и мяса. В 1972 году была построена ремонтная мастерская, комплекс зерносушки (КЗС). Была мельница для нужд животноводства: на ней вели помол зерна на корм скоту.
В бригаде была своя пасека на 120 семей, небольшая свиноферма и конеферма (до 20 голов).

## Транспорт
Выезд на автодорогу регионального значения «Кукуштан — Чайковский» (идентификационный номер 57 ОП РЗ 57К-0005).